# Het Koninkrijk der Nederlanden in de Tweede Wereldoorlog
Het Koninkrijk der Nederlanden in de Tweede Wereldoorlog is het grote, monumentale werk over de geschiedenis van Nederland in de Tweede Wereldoorlog, bijna helemaal alleen geschreven door historicus Loe de Jong. De Jong was in de oorlog verslaggever bij Radio Oranje en na de oorlog directeur van het Rijksinstituut voor Oorlogsdocumentatie.
Het verscheen bij Martinus Nijhoff te 's-Gravenhage.

## Omvang en werktijd
Dit veertiendelige werk (verschenen in 29 banden), behandelt in de eerste twaalf delen uitvoerig en ruim gedocumenteerd de gebeurtenissen uit de Tweede Wereldoorlog in het Koninkrijk der Nederlanden; ook de ontwikkelingen in Nederlands-Indië komen daarbij aan bod. Deel 13 bevat een verantwoording van De Jong, gevolgd door een overzicht van de tot op dat moment bekende onjuistheden met hun correcties plus het register, dat echter slechts uit topografische en persoonsnamen bestaat en zaaknamen ontbeert.
Deel 14, getiteld Reacties, verscheen onder redactie van J.Th.M. Bank, C. Fasseur, A.F. Manning, E.H. Kossmann, A.H. Paape en I. Schöffer. De eindredactie was in handen van J.Th.M. Bank en P. Romijn. Tot op heden behoort deze serie tot de best gedocumenteerde geschiedkundige werken die over de Tweede Wereldoorlog zijn verschenen.
In 1955 kreeg De Jong van de minister van Onderwijs en Wetenschappen de opdracht een wetenschappelijk verantwoord gedetailleerd boekwerk te schrijven over de Tweede Wereldoorlog in Nederland. Geschat werd dat het karwei 15 jaar zou duren. Na jaren van voorbereiding kwam in 1969 het eerste deel uit. Op dat moment stond al wel vast dat 15 jaar een optimische schatting was geweest - De Jong dacht dat het minstens 25 jaar zou duren. Het laatste deel van de hand van De Jong (deel 13) kwam uit in 1988 en het slotdeel (deel 14) kwam van de pers in 1991.
De Jong zei achteraf dat de moed hem bij voorbaat al in de schoenen zou zijn gezonken als hij voorzien had hoe uitgebreid zijn werk zou worden.

## Overzicht van de 14 delen
Volgens de aanvankelijke planning zou het werk uit zes of zeven delen bestaan. Al gauw bleek dat De Jong steeds meer ging schrijven, zodat een enkele band per deel niet meer voldoende was, en bovendien werden er meer delen gepland. Vanaf deel 4 verschenen de delen in twee banden - helften genaamd. Er kwamen twee delen 10, elk bestaande uit twee helften, en zelfs drie delen 11. De pagina's zijn genummerd per deel, een tweede helft begint dus niet met pagina 1. De delen vielen op door de verschillend gekleurde stofomslagen.
| Stofomslag | Deel | Titel                                             | Jaar van verschijning                |
| ---------- | ---- | ------------------------------------------------- | ------------------------------------ |
|            | 1    | Voorspel                                          | 1969                                 |
|            | 2    | Neutraal                                          | 1969                                 |
|            | 3    | Mei '40                                           | 1970                                 |
|            | 4    | Mei '40 - maart '41 (2 helften)                   | 1972                                 |
|            | 5    | Maart '41 - juli '42 (2 helften)                  | 1974                                 |
|            | 6    | Juli '42 - mei '43 (2 helften)                    | 1975                                 |
|            | 7    | Mei '43 - juni '44 (2 helften)                    | 1976                                 |
|            | 8    | Gevangenen en gedeporteerden (2 helften)          | 1978                                 |
|            | 9    | Londen (2 helften)                                | 1979                                 |
|            | 10a  | Het laatste jaar (2 helften)                      | 1980                                 |
|            | 10b  | Het laatste jaar (2 helften)                      | 1981 eerste helft, 1982 tweede helft |
|            | 11a  | Nederlands-Indië (2 helften)                      | 1984                                 |
|            | 11b  | Nederlands-Indië (2 helften)                      | 1985                                 |
|            | 11c  | Nederlands-Indië                                  | 1986                                 |
|            | 12   | Epiloog (2 helften)                               | 1988                                 |
|            | 13   | Bijlagen                                          | 1988                                 |
|            | 14   | Reacties (2 helften, aanvankelijke titel Kritiek) | 1991                                 |
|            |      | Register op de wetenschappelijke editie           | 1994                                 |

## Verschijningsvormen
Het werk van De Jong verscheen in drie vormen:
- de wetenschappelijke editie (gebonden), die exact dezelfde indeling heeft als de populaire maar voorzien is van alle voetnoten. Deze editie werd in 2011 beschikbaar gesteld als download.
- de populaire editie (gebonden)
- een paperback-editie, die exact dezelfde indeling en paginering heeft als de populaire editie.

## Kritiek

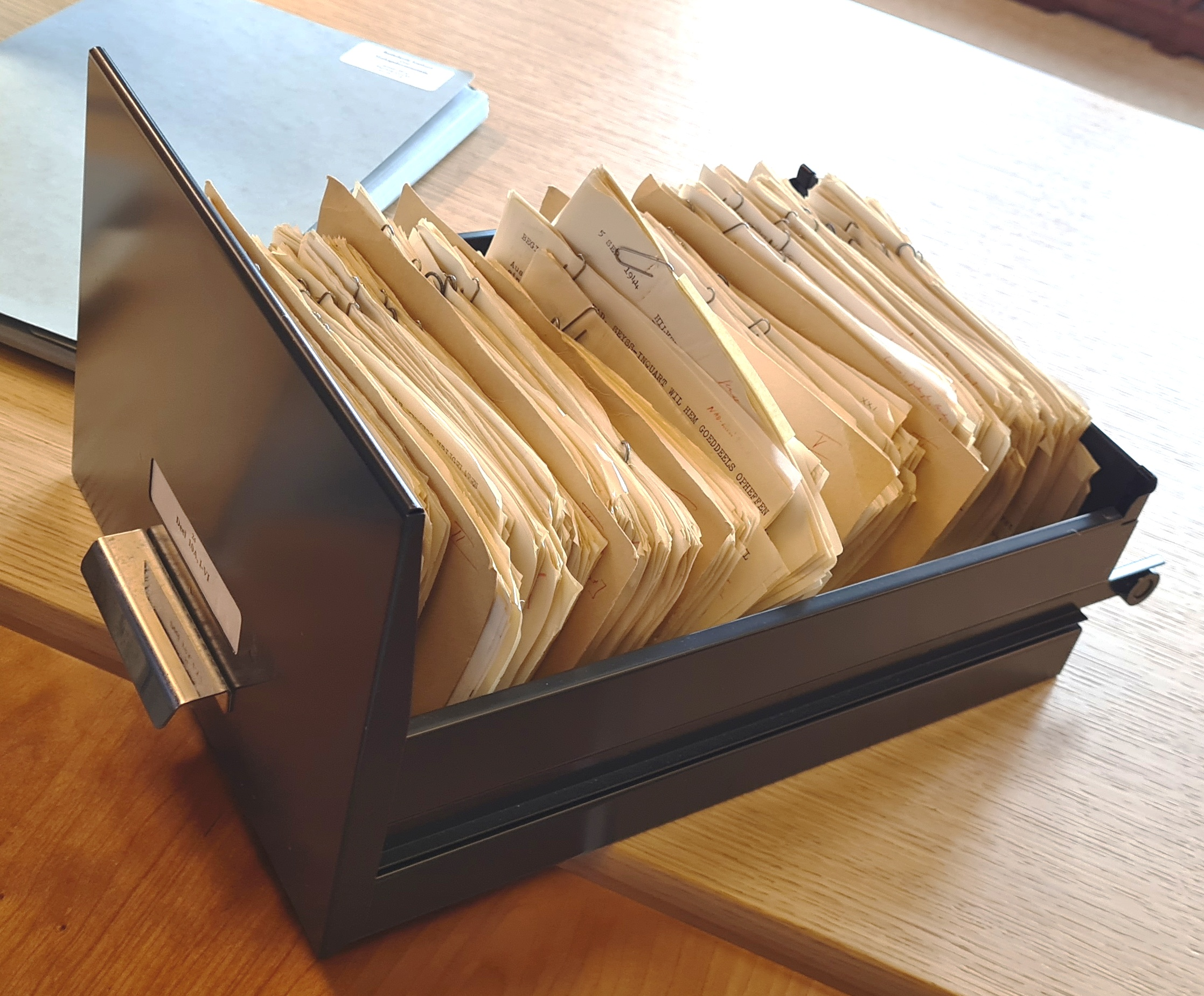
Kaartenbak die onderdeel was van de werkwijze waarop Loe de Jong Het Koninkrijk der Nederlanden in de Tweede Wereldoorlog schreef

Het werk is niet kritiekloos ontvangen. 
Volgens de schrijver en journalist Ad van Liempt is het werk van De Jong 'een boom in de schaduw waarvan geen andere plant kon groeien'. Oorlogshistoricus en later directeur van het NIOD, professor Hans Blom, stelde in zijn inaugurele rede van 12 december 1983 in Tussen goed en fout dat De Jong te veel een scheiding aanbracht tussen 'goed' en 'fout'.
Ook verwijt men De Jong dat hij zich enige malen te ongenuanceerd zou hebben uitgelaten en daardoor een niet geheel correct beeld van de toenmalige situatie zou hebben gegeven. De grootte van het verzet zou er daardoor te positief zijn uitgesprongen en daarentegen de grootte van de collaboratie te onderbelicht.
Ook ontving hij kritiek van oud-Nederlands-Indië-gangers die vonden dat hij hun daden te negatief had afgeschilderd. Deze kritiek gaat echter voorbij aan een andere omissie van De Jong, namelijk de grote hongersnood van 1943-44 in 'Indië', die miljoenen doden kostte - een zaak die De Jong in één kort hoofdstuk behandelt.
Sinds de verschijning van het laatste deel zijn er tientallen studies verschenen die aanvullingen op De Jongs werk bieden. De Jong had volgens sommige critici bijvoorbeeld te weinig oog voor de marine en de koopvaardij. Volgens lt-kol b.d. Eppo Brongers schreef De Jong te weinig over de Nederlandse militaire prestaties in de meidagen van 1940, waarbij het Duitse leger bijvoorbeeld 525 vliegtuigen verloor.
Dat de Nederlandse economie de eerste jaren van de oorlog groeide dankzij Duitse orders, vinden sommigen bij De Jong te weinig belicht. Daarop is onder meer De Oorlog van de NPS-Ad van Liempt dieper ingegaan. Wel heeft De Jong uitvoerig behandeld met welk systeem de Duitsers via de zogenaamde bezettingskosten Nederland lieten leegbloeden.
De Jong was argwanend tegenover oral history. Daardoor is zijn geschiedenis van de oorlog vooral niet geschreven vanuit het standpunt van de bevolking. Daarin hebben talloze andere publicaties voorzien en tientallen projecten binnen het programma Erfgoed van de oorlog van het ministerie van WVC, naast soortgelijke plaatselijke of regionale initiatieven. Zo ontbreken bijvoorbeeld gegevens over de dagelijkse luchtoorlog boven Nederland en het vrijwel dagelijks neerstorten van geallieerde bommenwerpers.
Ook heeft De Jong volgens sommigen niet voldoende oog gehad voor de prestaties van de Poolse 1e Onafhankelijke Parachutistenbrigade onder generaal Sosabowski tijdens Operatie Market Garden.
In 2001 verscheen het boek Grijs verleden van Chris van der Heijden, dat tien drukken beleefde (tot op december 2010) en eveneens sterke kritiek op De Jong (en diens leermeester, Jacques Presser) uitte, onder meer dat hij (net als volgens deze visie Presser) vanwege zijn Joodse afkomst te emotioneel zou hebben geschreven. Dat werd door een aantal historici uitvoerig ontzenuwd, onder meer met een verwijzing naar de zeer uitvoerige documentatie die De Jong gebruikte en weergaf, en bijvoorbeeld het lijvige deel 11 over Nederlands-Indië, dat vrijwel geen enkel Joods element bevat en 2700 pagina's beslaat. Ook verwezen historici naar bijvoorbeeld De Jongs beschrijving van Joodse verraders zoals Ans van Dijk: binnen de Joodse gemeenschap lag en ligt dit erg gevoelig, zoals uit het verschijnen van de deelstudie Vogelvrij van Sytze van der Zee in 2010 zou blijken.
Ook de relativering van de ongebreidelde roof door de Duitsers (vrijwel het gehele motorpark, voedselvoorraden, fabrieksinventarissen, 99% van het spoorwegmaterieel en zelfs de rails) heeft De Jong uitvoerig gedocumenteerd maar is in Grijs Verleden gebagatelliseerd. Wel heeft de Jong - onduidelijk is waarom - de collaboratie naar de smaak van een aantal historici van na 1980 te licht weergegeven, zoals onder meer blijkt uit het verschijnen van een uitvoerig werk over de collaboratie in de Rotterdamse haven in 2010.
De Jong had - mogelijk als randstedeling - echter wel betrekkelijk weinig oog voor het verzet in Limburg, met name van de NV, hoewel juist dat verzet draaide om het redden van Joodse kinderen uit o.m. de Hollandsche Schouwburg.
Ook vinden sommige critici de aandacht van De Jong voor het enorme aantal autochtone slachtoffers in het toenmalige Nederlands-Indië (volgens De Jong zelf 2 tot 2,5 miljoen doden, volgens andere bronnen zelfs 4 miljoen) te gering, hoewel wat hij vermeldt in hoofdstuk 10 van deel 11b-2 op zich niet bekritiseerd is.
Intussen is per 2010 de discussie verder geëvolueerd en lijkt er weer plaats te zijn voor 'goed' en 'fout', zoals in april van dat jaar bleek op een discussiebijeenkomst in het Verzetsmuseum Amsterdam, waaraan professor Hans Blom, directeur Marjan Schwegman van het NIOD, historica en schrijfster Jolande Withuis en Chris van der Heijden deelnamen.
In zijn boek Tegen beter weten in uit Ies Vuijsje kritiek op de manier waarop De Jong de kennis over de Jodenvervolging en vernietiging heeft weergegeven. Vuijsje stelt dat De Jong ernstig heeft gerommeld met de gegevens over de Sjoah, die al eind 1942 in Londen, waar De Jong toen werkte, bekend werden. De Jong heeft het feit dat hij die gegevens enige tijd heeft verdoezeld, onjuist in zijn boek weergegeven, aldus Vuijsje. Maar in zijn boek Wij weten niets van hun lot kwalificeert historicus Bart van der Boom het boek van Vuijsje als 'laster'. Ook op dit laatste boek is kritiek.

### Militair materieel
Eén kenmerk van De Jongs werk is evident maar weinig opgemerkt: zijn relatief geringe weergave van de militaire en militair-materiële aspecten van de oorlog. Dit is ook een kenmerk van het door hem geleide instituut, het RIOD (nu: NIOD) geworden. De enorme betekenis van bijvoorbeeld de Duitse luchtmacht in de bezette Nederlanden is bij De Jong niet terug te vinden. De Duitsers gebruikten Nederland - dat lag in de voornaamste aanvliegroute vanuit Engeland naar Duitsland - als eerste Duitse aanvals- en verdedigingsbasis, waarbij zij tienduizenden mensen hebben ingezet evenals honderden vliegtuigen op veertig vliegvelden in Nederland. Pas het verschijnen van het standaardwerk Vliegvelden in oorlogstijd eind 2009 heeft hierin voorzien.

## Internationaal
Er is in andere landen nauwelijks werk vergelijkbaar met dat van De Jong over de oorlog te vinden. De geschiedschrijving vanuit Angelsaksische sfeer geschiedt meestal vanuit militair oogpunt; pas na het verschijnen van de verfilming van Thomas Keneally's boek Schindler's Ark onder de titel Schindler's List door Steven Spielberg kreeg met name het Amerikaanse publiek oog voor de werkelijkheid van de Jodenvervolging en de zeer vooraanstaande plaats daarvan in de geschiedenissen van de betrokken landen.
De Jongs werk biedt verder, bij gebrek aan tijdig beschikbaar en betrouwbaar materiaal, geen Europees perspectief in de zin van vergelijkingen met de situaties in andere door de nazi's bezette landen. Op die manier ligt er nog een lacune om de Nederlandse situatie te vergelijken met die van bijvoorbeeld België, Luxemburg of Denemarken (in de laatste twee landen is bijvoorbeeld ook tijdens de bezetting tegen de nazi's gestaakt).
Een praktisch bezwaar van De Jongs werk is dat het geen algemeen zaakregister bevat. Registers zijn er alleen per deel; alleen de populaire uitgave heeft een register voor alle delen. Dit bezwaar weegt minder sinds de wetenschappelijke editie beschikbaar is als download en daarmee uitermate geschikt is om te gebruiken als zoekarchief.

## Digitale versie
- wetenschappelijke editie (onder Creative Commons Naamsvermelding 3.0-licentie)
- epub's van de wetenschappelijke editie (met toestemming van het NIOD, in ontwikkeling) (gearchiveerd)